# Друга лига Србије у америчком фудбалу 2021.
Друга лига Србије у америчком фудбалу 2021. је девето издање другог ранга такмичења у америчком фудбалу у Србији. Лига се одржала после годину дана паузе због Пандемије ковида 19. Сезона је почела 23. маја и у њој је учествовало само 3 тима.

## Клубови у сезони 2021.
| Клуб         | Место   | Сезона 2021              |
| ------------ | ------- | ------------------------ |
| Гладијаторси | Београд | Дебитант                 |
| Мамутси      | Кикинда | Полуфинале у Другој лиги |
| Најтси       | Клек    | Финалиста у Другој лиги  |

## Систем такмичења
У лигу учествује три тима. Свако са сваким игра двокружно по 4 меча. Прва два тима играју финале за пласман у Прву лигу Србије.

## Резултати
1. коло
| Датум        | Клуб            | Клуб                 | Резултат |
| ------------ | --------------- | -------------------- | -------- |
| 23. мај 2021 | Мамутси Кикинда | Гладијаторси Београд | 15:28    |

2. коло
| Датум        | Клуб        | Клуб                 | Резултат |
| ------------ | ----------- | -------------------- | -------- |
| 30. мај 2021 | Најтси Клек | Гладијаторси Београд | 0:42     |

3. коло
| Датум       | Клуб            | Клуб        | Резултат |
| ----------- | --------------- | ----------- | -------- |
| 6. јун 2021 | Мамутси Кикинда | Најтси Клек | 47:6     |

4. коло
| Датум       | Клуб        | Клуб            | Резултат |
| ----------- | ----------- | --------------- | -------- |
| 6. јун 2021 | Најтси Клек | Мамутси Кикинда | 6:47     |

5. коло
| Датум        | Клуб                 | Клуб        | Резултат |
| ------------ | -------------------- | ----------- | -------- |
| 13. јун 2021 | Гладијаторси Београд | Најтси Клек | 33:0     |

6. коло
| Датум        | Клуб                 | Клуб            | Резултат |
| ------------ | -------------------- | --------------- | -------- |
| 20. јун 2021 | Гладијаторси Београд | Мамутси Кикинда | 9:14     |

### Табела
| #  | Клуб                 | ИГ | П | ИЗ | ПД  | ПП  | ПР   | %     |
| -- | -------------------- | -- | - | -- | --- | --- | ---- | ----- |
| 1. | Гладијаторси Београд | 4  | 3 | 1  | 112 | 29  | +83  | 0.750 |
| 2. | Мамутси Кикинда      | 4  | 3 | 1  | 123 | 49  | +74  | 0.750 |
| 3. | Најтси Клек          | 4  | 0 | 4  | 12  | 169 | -157 | 0.000 |

ИГ = одиграо, П = победио, ИЗ = изгубио, ПД = поена дао, ПП = поена примио, ПР = поен-разлика, % = проценат успешности

### Финале
| Датум        | Клуб            | Клуб                 | Резултат |
| ------------ | --------------- | -------------------- | -------- |
| 27. јун 2021 | Мамутси Кикинда | Гладијаторси Београд | 27:21    |